# Geoffrey Ingram Taylor
Geoffrey Ingram Taylor (ur. 7 marca 1886, zm. 27 czerwca 1975) – angielski fizyk. Laureat Medalu Copleya.

## Życiorys
Był synem Edwarda Ingrama Taylora i Margaret Boole. Od 1911 do 1952 był wykładowcą na Uniwersytecie w Cambridge. W 1925 ożenił się ze Stephanie Ravenhill. Małżeństwo okazało się bezdzietne, ale przetrwało 42 lata, aż do jej śmierci. Zajmował się między innymi mechaniką cieczy, elastycznością ciał stałych, kwantową teorią promieniowania oraz interferencją i dyfrakcją fotonów. W 1944 otrzymał szlachectwo, a w 1969 Order Zasługi. W 1970 r. został członkiem zagranicznym PAN.